# Danski evrokovanci
Danski evrokovanci še niso oblikovani. Danska je članica Evropske unije od 1. januarja 1973 (Grenlandija je izstopila 1. januarja 1985) in je tudi članica Ekonomske in monetarne unije Evropske unije. Danska je že izpolnila pogoje ERM II, a zaenkrat še vedno uporablja svojo dosedanjo valuto, dansko krono.